# LNER-Klasse J38
Die Dampflokomotiven der Klasse J38 der britischen Bahngesellschaft London and North Eastern Railway (LNER) wurden 1926 beschafft. Die Schlepptenderlokomotiven mit der Achsfolge C nach einem Entwurf des LNER-Chefingenieurs Nigel Gresley waren ursprünglich als Standardlokomotive der LNER für den Güterverkehr vorgesehen. Nachdem 35 Stück ausgeliefert waren, wurde die Beschaffung jedoch zugunsten der mit etwas größeren Treibrädern versehenen LNER-Klasse J39 beendet. Die letzten Exemplare der während ihrer gesamten Einsatzzeit in Schottland beheimateten Klasse wurden im April 1967 ausgemustert und waren damit die letzten im Einsatz stehenden Dampflokomotiven nach einem Entwurf von Gresley. Es ist keine Maschine erhalten geblieben.

## Geschichte
Die LNER hatte bei ihrer Gründung 1923 infolge des Railways Act 1921 von ihren Vorgängergesellschaften eine Vielzahl unterschiedlicher Lokomotivklassen übernommen, die teils erheblich veraltet waren. Es bestand daher Bedarf an neuen und nach aktuellen Bauprinzipien konstruierten Lokomotiven. Im Oktober 1924 erhielt Gresley daher den Auftrag zur Entwicklung einer neuen Lokomotive für den generellen Güterverkehr mit der Achsfolge C, die die diversen veralteten Lokomotiven gleicher Achsfolge der Vorgängerbahnen ersetzen sollten. Der Entwurf der Klasse J38 wurde offiziell als modifizierte Klasse J27 bezeichnet, der LNER-Bezeichnung der ursprünglich von Wilson Worsdell für die North Eastern Railway (NER) entworfenen NER-Klasse P3. Nach der damaligen Aussage eines an der Konstruktion beteiligten LNER-Mitarbeiters sei jedoch die Achsfolge die einzige Gemeinsamkeit der beiden Klassen gewesen.
Zunächst waren bereits 103 Maschinen der neuen Klasse bestellt worden. Es wurden in den LNER-eigenen Werken in Darlington jedoch lediglich die 35 für die schottische Region der LNER bestimmten Maschinen gebaut. Die Bestellung von 48 Maschinen für die Südregion der LNER nördlich von London wurde zugunsten der Beschaffung gebrauchter, aus dem Ersten Weltkrieg stammender Lokomotiven der Railway Operating Division (ROD) der British Army storniert, die als LNER-Klasse O4 eingeordnet wurden. Bereits während des Entwurfs der J38 hatte sich ein Erfordernis an Lokomotiven gezeigt, die bei Bedarf auch im Personenverkehr verwendet werden konnten, etwa vor den in Großbritannien bis in die 1950er Jahre vielfach angebotenen Saison- und Ausflugszügen. Aus der J38 wurde daher als neuer Entwurf die LNER-Klasse J39 abgeleitet, als wesentlicher Unterschied erhielten die Kuppelräder der J39 etwas größere Durchmesser. Damit waren sie für höhere Geschwindigkeiten geeignet, wenn auch mit etwas reduzierter Anfahrzugkraft. Beide Klassen erwiesen sich als kräftige und leistungsfähige Maschinen, die J39 waren jedoch vielfältiger einsetzbar. Es blieb daher bei 35 Lokomotiven der Klasse J38 und auch die Bestellung von 20 Maschinen für die LNER-Nordostregion wurde zurückgezogen.
Die neuen Lokomotiven verursachten zunächst einige Probleme. Die Personale der früheren North British Railway (NBR) kamen zunächst nicht mit der für sie neuartigen Steuerung und dem Regler zurecht, die nicht bisherigen NBR-Praxis entsprachen, sondern den Standard der NER übernommen hatten. Die Bremsen des Schlepptenders erwiesen sich als unzureichend für die teils neigungsreichen NBR-Strecken in den schottischen Kohlerevieren von Lothian und Fife und mussten nachgebessert werden. Nachdem sie sich an die neuartige Handhabung gewöhnt hatten, erwarben sich die J38 jedoch mit ihrer Leistungsfähigkeit bei den ehemaligen NBR-Lokomotivenmännern ein hohes Ansehen, trotz des relativ hohen Brennstoffbedarfs.
Alle 35 Lokomotiven blieben die gesamte Dienstzeit über in Schottland stationiert. Nach der Auslieferung waren sie zunächst vor allem in den Depots in Dunfermline, Thornton und St. Margaret’s in Edinburgh stationiert, einzelne kamen auch nach Dundee, Stirling und Eastfield. Bereits um 1930 wurden sie in St. Margaret’s von den neueren J39 sowie der LNER-Klasse K2 vor den langlaufenden Güterzugleistungen verdrängt, ihr Einsatz beschränkte sich auf Kurzstreckenverkehre zwischen den Kohlebergwerken in Lothian und den Hafenanlagen in Leith. Nur gelegentliche Einsätze mit Kohlelieferungen für den Eigenbedarf der LNER brachten sie auf der East Coast Main Line bis nach Doncaster, gelegentlich sogar bis Peterborough, nördlich von London. Schwerpunkt des Einsatzes blieb über die gesamte Dienstzeit der Kohlenverkehr in Fife.
Seit 1948 zählten die J38 infolge des Transport Act 1947 zum Bestand von British Railways (BR) und blieben bis 1962 vollzählig im Dienst, als letzte der ehemals von der LNER beschafften Lokomotivklassen. Erst im Dezember 1962 stellte BR die ersten Maschinen ab, mit den Lokomotiven 65901 und 65929 wurden die letzten Exemplare im April 1967 ausgemustert. Sie waren damit die letzten Lokomotiven nach einem Entwurf von Sir Nigel Gresley und blieben länger im Einsatz als alle anderen von ihm für die LNER entworfenen Maschinen, einschließlich der weithin bekannten Schnellzuglokomotiven der Klassen A3 und A4.

## Technik

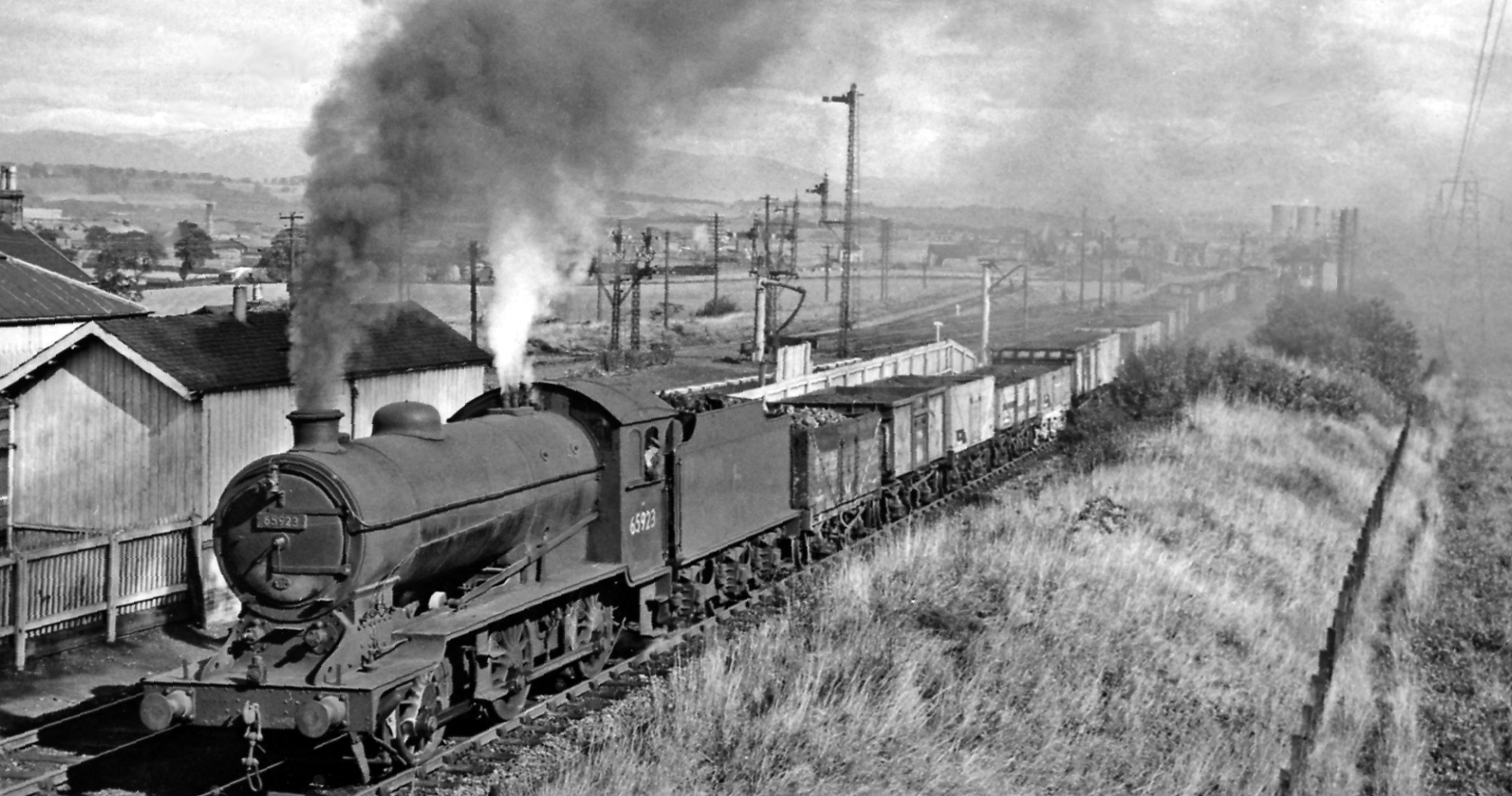
Lokomotive 65923 im Jahr 1957 vor einem Kohlenzug bei Bonnybridge, westlich von Falkirk

Wie bei britischen C-Kupplern fast durchwegs Standard, erhielten die J38 Innenzylinder und eine Stephenson-Steuerung. Von den J39 konnten sie äußerlich vor allem durch die fehlenden Radkästen unterschieden werden. Während die kleineren Kuppelräder der J38 unterhalb des Umlaufs angeordnet werden konnten, war dies bei den J39 nicht möglich. Statt den Umlauf höher zu legen, erhielten deren Umlaufbleche flache Radkästen. Obwohl der Entwurf der J38 in Darlington entstand, dem Standort der früheren Hauptwerkstatt der NER, übernahm Gresley einige Parameter von anderen Vorgängergesellschaften der LNER. So entsprach der Raddurchmesser der bisherigen Standardgröße der Great Northern Railway (GNR), ebenso die Kolbenschieber. Dagegen war die Stephenson-Steuerung nach der Praxis der Werkstatt der Great Central Railway (GCR) in Gorton bei Manchester ausgebildet worden.
Der für britische C-Kuppler große Kessel, der für die große Leistungsfähigkeit der Maschinen maßgeblich war, wurde als Diagram 97 zu einer Standardausführung der LNER. Er wurde als Diagram 97A geringfügig modifiziert. Mit etwas längerer Rauchkammer sowie im Gegenzug etwas kürzeren Rauchrohren bei unveränderter Gesamtlänge war der 97A-Kessel etwas leichter als bei ausgeführt und wurde ab 1926 für die J39 und ab 1927 auch für die 2’B-Maschinen der LNER-Klasse D49 verwendet. Ab 1932 erhielten einzelne J38 im Zuge von Hauptuntersuchungen 97A-Kessel anstelle ihrer Originalkessel. Die so ausgestatteten Maschinen wurden als Unterklasse J38/2 bezeichnet, während die weiterhin mit Originalkesseln ausgerüsteten Lokomotiven als J38/1 eingeordnet wurden.